# Jean Loubière
Pour les articles homonymes, voir Loubière.
Jean Loubière, né le 7 janvier 1892 à Ladinhac (Cantal} et mort le 4 février 1915 à Massiges (Marne), est un footballeur français évoluant au poste de gardien de but.

## Carrière
Jean Loubière évolue au Gallia Club Paris lorsqu'il connaît sa première et unique sélection en équipe de France de football. Il affronte le 8 février 1914 lors d'un match amical l'équipe du Luxembourg de football. Les Français s'inclinent sur le score de cinq buts à quatre. 
Soldat de 2e classe du 8e régiment d'infanterie coloniale lors de la Première Guerre mondiale, il meurt au combat le 4 février 1915 à Massiges.